# Anthophora siewersi
Anthophora siewersi är en biart som beskrevs av Morawitz 1876. Anthophora siewersi ingår i släktet pälsbin, och familjen långtungebin. Inga underarter finns listade i Catalogue of Life.